# Joan C. Gratz
Joan Carol Gratz (née en 1941) est une artiste, animatrice et cinéaste américaine spécialisée dans la peinture à l'argile. Gratz est surtout connue pour son court métrage d'animation oscarisé en 1992 Mona Lisa Descending a Staircase.

## Enfance
Gratz nait en 1941 à Burbank, en Californie. Le père de Gratz était ingénieur électricien et sa mère professeur d'anglais. Dès son plus jeune âge, elle s'intéresse à l'art.

## Formation
Devenue étudiante en architecture, Joan C. Gratz commence à peindre. Et elle filme son processus de peinture. En 1969, elle obtient un diplôme en architecture professionnelle à l'Université de Californie à Los Angeles. Avant d'obtenir son diplôme, Gratz commence à expérimenter les possibilités de l'animation et à explorer l'idée de « faire respirer les peintures » avec une technique qu'elle a décrite comme la « peinture sur argile ». Une fois son diplôme obtenu, elle déménage dans l'Oregon, gagnant sa vie en créant des marionnettes et des affiches graphiques.

## Carrière

### Débuts dans l'industrie cinématographique
En 1976, Gratz est invitée à travailler pour Will Vinton dans les nouveaux Will Vinton Studios, et commencé à s'investir dans l'industrie cinématographique, pendant la production de Rip Van Winkle (1978).

### Cinéaste indépendante
Pendant son séjour aux studios Vinton, Gratz travaille sur de nombreux films en tant qu'animatrice, mais en 1987, elle décide de devenir animatrice et cinéaste indépendante, en raison de problèmes liés aux projets de films collaboratifs, et parce qu'elle ne reçoit pas de crédit approprié pour son travail. En 1987, Gratz crée Gratzfilm, son propre studio pour réaliser et produire ses films.

### Publicités
Devenue animatrice et cinéaste indépendante, Gratz continue à être représentée par Vinton Studio, et son succès l'amène à recevoir des commandes pour des publicités de grandes entreprises telles que Coca-Cola. En 1990, Gratz anime une publicité pour United Airlines intitulée Natural, qui utilisait sa technique de peinture sur argile.

### Mona Lisa Descending a Staircase
Après huit ans de planification et de recherche, et deux ans de travail sur le processus de création et d'animation, Gratz termine son film Mona Lisa Descending a Staircase (Mona Lisa descendant un escalier) en 1992. Le titre de ce film de sept minutes combine les titres du célèbre tableau de Léonard de Vinci, La Joconde (1503), et de l'œuvre moderniste emblématique de Marcel Duchamp, Nu descendant un escalier, n° 2 (1919),. Composée de cinquante-cinq peintures du XXe siècle, Gratz utilise sa technique de peinture sur argile pour présenter à son public l'histoire et l'évolution de l'art moderne, en commençant par l'impressionnisme, et en continuant jusqu'au mouvement Pop Art et L'hyperréalisme à travers des transitions métamorphiques entre chaque œuvre d'art. Le son et la musique du film ont été fournis par le compositeur Jamie Haggerty et Chel White. Le film remporte l'Oscar du meilleur court métrage d'animation en 1992, et de nombreux autres prix dans divers festivals de films à travers le monde.

### Autres projets
En 1993, Gratz co-réalise et anime Pro and Con avec Joanne Priestly. Utilisant des techniques mixtes comprenant l'écriture et la calligraphie, et créant à partir d'argile noire sur fond blanc, Pro and Con illustre un docudrame sur la vie en prison vue à travers les yeux d'un prisonnier et d'un agent pénitentiaire.
Gratz est également autrice. En juin 2014, elle a écrit et illustré My Tesla : A love story of a mouse and her car, un livre pour enfants déguisé en livre pour adultes,.
En 2014, elle a participé à l'oeuvre collective Le Prophète, d'après l'œuvre de Khalil Gibran,.

## Distinctions
Aux Oscars, Mona Lisa Descending a Staircase (1992) a remporté l'Oscar du meilleur court métrage d'animation en 1993,,.

## Filmographie

### Réalisatrice et productrice
- 1988 Candyjam - Directrice[15]
- 1992 Mona Lisa Descending a Staircase - Directrice[16],[17]
- 1993 Pro and Con (co-directrice)
- 2010 Kubla Kan
- 2014 Lost and Found
- 2016 Primal Flux - Directrice[18]
- 2020 No Leaders Please - Directrice[19],[20]

### En tant qu'animatrice
- Rip Van Winkle (1978)
- Legacy: A Very Short History of Natural Resources (1979)
- The Little Prince (1979)
- Dinosaur (1980)
- A Christmas Gift (1980)
- The Creation (1981)[21]
- Candyjam (1988)
- Kubla Kan (2010)
- Lost and Found (2014)
- No Leaders Please (2020)

## Voir également
- Peinture à l'argile
- La Passion Van Gogh (Loving Vincent), un film d'animation de 2013 similaire en technique
- Will Vinton